# Ada Wright

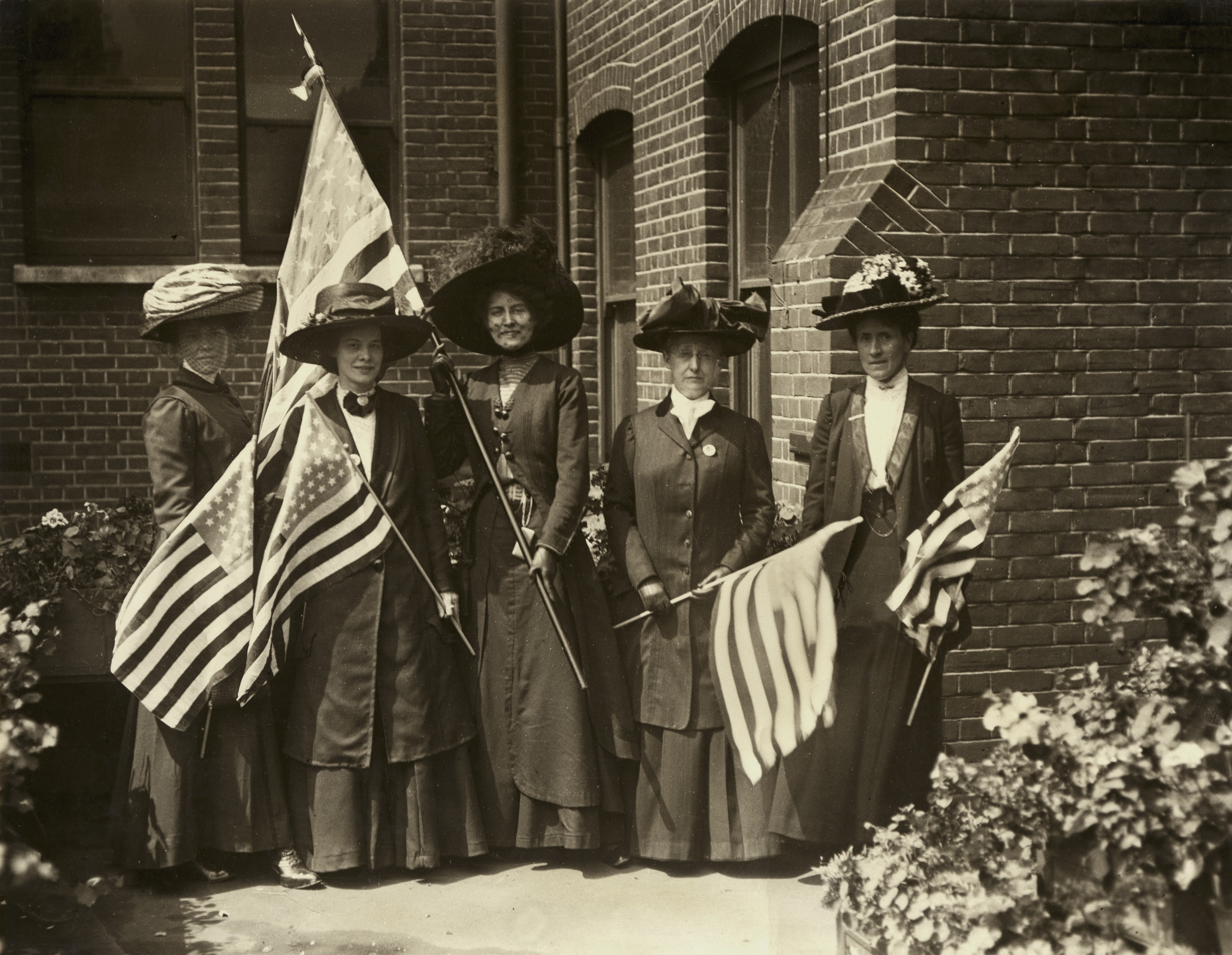
Ada Wright (ganz rechts), 1911

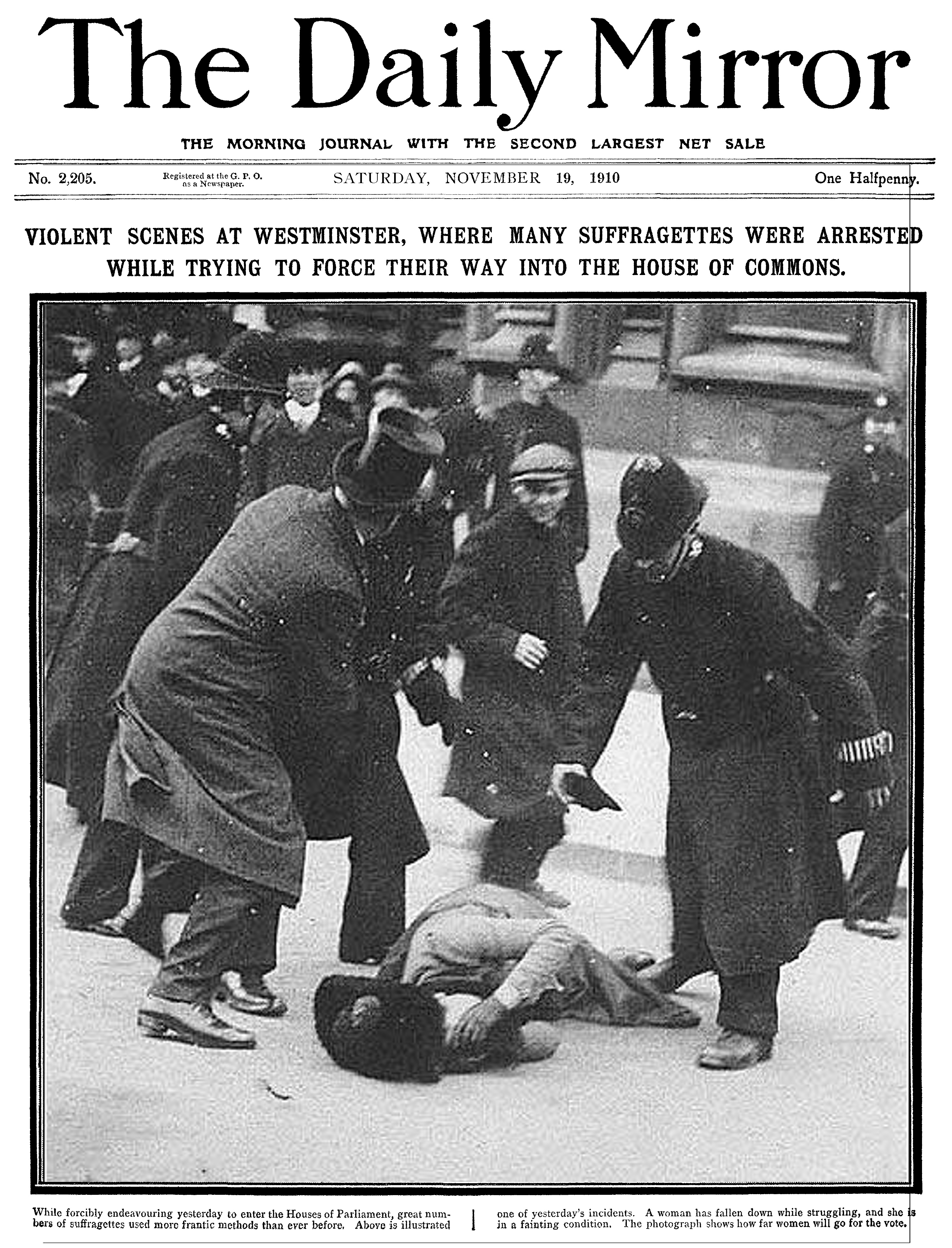
Suffragette am Boden, Fotografie zeigt wahrscheinlich Ada Wright, Daily Mirror, 19. November 1910

Ada Cecile Granville Wright (* ca. 1862 in Granville, Département Manche; † 1939 in Finchley, London) war eine englisch-britische Suffragette. Ihr Foto auf der Titelseite des Daily Mirror am 19. November 1910 wurde zu einer Ikone der Frauenwahlrechtsbewegung.

## Leben
Wright wurde um 1862 in Frankreich geboren.
Sie besuchte die Slade School of Fine Art und das University College London, wo sie die Physikvorlesungen von Margaret Whelpdale, einer Halbschwester von Octavia Hill, und die Englischvorlesungen von Edward Aveling besuchte.
Für kurze Zeit unterrichtete sie in Bonn. Zurück in England wollte sie sich der Sozialarbeit widmen, wurde aber von ihrem Vater daran gehindert. Aufgrund dieser Ungleichbehandlung „wünschte [sie] sich, als Junge geboren worden zu sein“. 1885 konnte sie ihrem Wunsch endlich nachkommen und ließ sich in Sidmouth nieder, um Sozialarbeit zu leisten. Sie arbeitete in einem Siedlungshaus zusammen mit einer Nichte von Elizabeth Barrett Browning. Sie trat der örtlichen Frauenwahlrechtsgesellschaft bei. Wright verließ Sidmouth und arbeitete zusammen mit Maude Stanley bei der West London Methodist Mission und leitete einen Club für arbeitende Mädchen in Soho. Später arbeitete sie als Krankenschwester auf Probe im Royal London Hospital Nach einem erneuten Aufenthalt in Sidmouth, um sich um ihren alternden Vater zu kümmern, zog sie weiter nach Bournemouth und trat dem örtlichen Zweig der National Union of Women’s Suffrage Societies (NUWSS) bei.
Wright wurde der konstitutionelle Weg der NUWSS aber schnell zu schwach und sie war von Annie Kenney und Christabel Pankhurst beeindruckt, die ihre eigenen Ersparnisse für die Arbeit zur Verfügung stellte. Im März 1907 nahm sie am ersten Women's Parliament in der Caxton Hall zu Beginn der Parlamentssitzung und anschließendem Umzug zu den Houses of Parliament und dem (erfolglosen) Versuch, dem Premierminister eine Petition zu überreichen, teil und wurde für zwei Wochen inhaftiert. Während ihrer Zeit im Gefängnis beschloss sie, sich in verschiedenen Bereichen für die Women’s Social and Political Union (WSPU) zu engagieren.
Im Oktober 1908 war sie an dem Versuch beteiligt, das Unterhaus zu „stürmen“, und wurde für einen Monat inhaftiert. Im Juni 1909 wurde sie verhaftet, weil sie zwei Steine durch das Fenster eines Regierungsbüros in Whitehall geworfen hatte, und für einen Monat inhaftiert. Da sie sich weigerte, wie eine Kriminelle behandelt zu werden, trat sie in einen sechstägigen Hungerstreik und wurde dann wieder freigelassen.
Am 18. November 1910, dem „Schwarzen Freitag“, nahm Wright im Alter von 50 Jahren an der Demonstration für das Frauenwahlrecht auf dem Parlamentsplatz teil und wurde, als sie auf den Fremdeneingang des Unterhauses zulief, von einem Polizisten angefahren und stürzte zu Boden. Wright soll die Frau auf dem berühmten Bild sein, das am 19. November auf der Titelseite des Daily Mirror zu sehen war und zu einer Ikone der Suffragettenbewegung wurde.
Im November 1911 wurde sie erneut verhaftet, weil sie während der Proteste gegen die Conciliation Bills, die ein nur sehr eingeschränktes Frauenwahlrecht zulassen sollte, das Fenster des Kabinettsministers Lewis Harcourt eingeschlagen hatte, und für 14 Tage ins Gefängnis gesteckt. Sie bemerkte, dass in der Nacht vor solchen Aktionen the suspense always tries me terribly. Im März 1912 nahm sie zusammen mit Charlotte Marsh an der Aktion des Einschlagens von Fenstern in The Strand teil und wurde wegen früherer Verurteilungen zu sechs Monaten Haft im Aylesbury Prison verurteilt.
Im Gefängnis trat sie in den Hungerstreik, bis sie „von Kopf bis Fuß zitterte und schwach und schwindlig war“. Sie wurde 10 Tage lang zweimal täglich mit einer Sonde zwangsernährt, die ihr nach ihrem Bericht „von ungeschickten und unerfahrenen Fingern in die Kehle gerammt wurde“, so dass sie dachte, sie würde ersticken, und beim ersten Mal teilweise bewusstlos auf dem Boden liegen blieb. Nachdem sie zunächst den Hungerstreik abgebrochen hatte, weil die Suffragetten als politische Gefangene behandelt werden sollten, hörte sie aus Protest gegen die Länge der Strafe wieder auf zu essen. Aufgrund der Auswirkungen auf ihre Gesundheit wurde Wright nach Verbüßung von vier der sechs Monate Haft entlassen und ging mit Marsh zur Erholung in die Schweiz. 1914 half sie Emmeline Pankhurst bei der Flucht, wurde verhaftet und 14 Tage lang inhaftiert. Im Mai 1914 ging sie mit Pankhurst zum König in den Buckingham-Palast, wurde mit 61 anderen „nach vielen Schlägen und grober Behandlung“ verhaftet, verbrachte eine Nacht im Gefängnis und wurde zu einem Monat Gefängnis oder einer Geldstrafe verurteilt, die ohne ihre Zustimmung von ihrer Schwester bezahlt wurde, da sie um ihre Gesundheit fürchtete.
Im Ersten Weltkrieg meldete sich Wright als Kriegsfreiwillige bei der Post, pflegte Pferde, arbeitete in Kantinen und fuhr Krankenwagen. Gemeinsam mit anderen sammelte Wright 1914 das Geld für die Ausreise von Kitty Marion in die Vereinigten Staaten, damit dieser der im Vereinigten Königreich aufkommenden antideutschen Stimmung entgehen konnte. In den 1920er Jahren engagierte sie sich in der Sozialarbeit und in der Suffragette Fellowship und war Sargträgerin bei Emmeline Pankhursts Beerdigung.
Im Jahr vor dem Zweiten Weltkrieg diente sie als Air Raid Patrol Warden. Sie starb 1939 in Finchley und wurde zu der Zeit als „eine jener stillen Frauen, deren sanftes und ruhiges Auftreten eine mutige und unbeugsame Natur von unerwarteter Tiefe verbirgt“, beschrieben. In ihrem Testament hinterließ sie verschiedenen Freundinnen, Weggefährtinnen und Kampagnen Geldbeträge in Höhe von zusammen ca. 2500 Pfund, was nach heutigem Wert mehr als 150.000 Pfund entspricht.